# Dualisme (philosophie)
En philosophie, le dualisme est la thèse ou la doctrine métaphysique qui établit l'existence de deux principes irréductibles et indépendants, au contraire du monisme, qui n'en pose qu'un seul. D'après les conceptions dualistes du monde, il existe deux réalités de nature indépendante régies par des principes différents ou antagonistes.
Le terme a été introduit en français par Pierre Bayle en 1697, dans son Dictionnaire historique et critique, à propos de la religion manichéenne, qui oppose sans conciliation le Bien et le Mal. Il a ensuite été appliqué en 1734 à la philosophie par le philosophe allemand Christian Wolff dans sa Psychologia rationalis, pour qualifier le système de Descartes, qui sépare la res extensa (l'étendue ou matière mesurable, dont le corps) et la res cogitans (la pensée, ou l'âme).
Le concept peut qualifier de nombreuses autres théories, religieuses ou philosophiques, opposant par exemple la nature et la grâce, les Idées platoniciennes et les apparences mobiles. Une conception dualiste, qu'elle soit particulière ou générale, pose le problème logique de la conciliation des deux principes ou entités distingués.
Le philosophe et historien des idées américain Arthur Lovejoy a décrit sous le nom de « révolte contre le dualisme » les nombreuses tentatives des penseurs contemporains pour réfuter ou éviter le dualisme, en particulier sous sa forme épistémologique ; il estime qu’elles ont toutes échoué.

## Dualismes orientaux

### En Chine

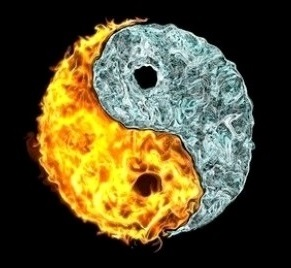
Le Taijitu, ou symbole du Yin et du Yang, représenté ici sous la forme d'une dualité entre la Glace et le Feu.

Les penseurs chinois anciens, dans leur grande majorité, ne faisant que peu confiance à la logique et au raisonnement déductif, n'ont pas développé de dialectique au sens strict permettant de concevoir des approches dualistes du monde. Évitant la confrontation et l'opposition, ils ont toujours cherché à renouer les fils et à proposer une vision unifiée du monde. La présence ou l'absence de telle ou telle entité, la vérité ou la fausseté de telle ou telle doctrine leur importe moins que l'intérêt pratique de leur pensée.
Une doctrine philosophique à caractère dualiste se constitue toutefois durant le premier millénaire avant l'ère chrétienne avec le Livre des mutations (Yi King, ou Yi Jing). Celui-ci contient des spéculations sur les nombres qui établissent un lien entre le cycle cosmique de la nature et la vie humaine, grâce à un modèle d'ordre qui leur est commun. Les deux principes fondamentaux de cet ordre sont Yang (masculin, solide, clair, actif) et Yin (féminin, mou, sombre, passif). C'est par leur interaction réciproque que se trouvent expliquées la création et la transformation de toute chose. Le couple Yin-Yang est un dipôle qui permet de comprendre le monde, avec un pouvoir descriptif très concret. Le Yin est l'ubac (versant d'une montagne exposé à l'ombre), le temps froid et couvert, l'intérieur, l'élément femelle, le nombre pair ; le Yang est l'adret (versant d'une montagne exposé au soleil), le temps chaud et ensoleillé, l'extérieur, l'élément mâle, le nombre impair. Il faut concevoir cette opposition de façon dynamique, rythmique et cyclique.
À partir du XIe siècle, une forme de philosophie dualiste commence à se développer avec le renouveau en Chine du confucianisme. Zhu Xi est l'un des principaux représentants de ce courant néoconfucianiste dont il clarifie les thèses vers la seconde moitié du XIIe siècle. Ses deux principes fondamentaux sont le principe formel universel Li (raison universelle) et le principe matériel Qi. Ces principes qui structurent la nature déterminent aussi l'individu : Li comme ce qui est identique dans tous les hommes, Qi comme ce qui détermine l'individualité. Le néoconfucianisme utilise également la doctrine dualiste du Yin et du Yang pour fonder sa propre cosmologie. Le philosophe néoconfucéen Zhou Dunyi a réuni en ce sens dans un diagramme l'action des forces cosmiques, où la « limite suprême » (Tai ji) est censée produire la force Yang par le mouvement, qui est lui-même suivi du repos. Ce repos correspond à la force Yin. Par le jeu réciproque du Yin et du Yang, les « Cinq Agents » sont créés, et de ceux-là, toutes les choses existantes.

### En Inde: le Sâmkhya
Le Sâmkhya, qui existe depuis les Upanishads, est un système philosophique de l'Inde hindouiste qui constitue le fondement théorique du Yoga. Il pose deux principes éternels et incréées : Purusha (le pur esprit) et Prakriti (la matière), présentant ainsi une image dualiste du monde. Purusha est doté d'une conscience mais est totalement passif, de sorte que seul il ne peut rien produire. Prakriti est une force active et efficace, mais sans conscience et non orientée vers un but. Ils existent tous deux de toute éternité. Le monde ne peut naître que par la combinaison de ces deux principes. Ainsi, l'union de l'esprit et du corps dans l'homme n'est-elle qu'apparente.
La voie du salut de l'homme hors du cycle des réincarnations réside dans la connaissance du fait que son Purusha n'est absolument pas affecté par les choses du monde. Ainsi disparaît l'intérêt pour l'action dans le monde, par lequel le nouveau Karma est créé. Ce dualisme n'est équilibré qu'en apparence : l'égalité entre les deux principes varie, tantôt en s'inclinant vers un monisme idéaliste, lorsqu'il est dit que la Prakriti n'existe que pour le bien du Purusha, plus souvent vers un pluralisme de fait, lorsqu'il est parlé de la multiplicité des esprits opposée à l'unité de la Prakriti .

### En Iran

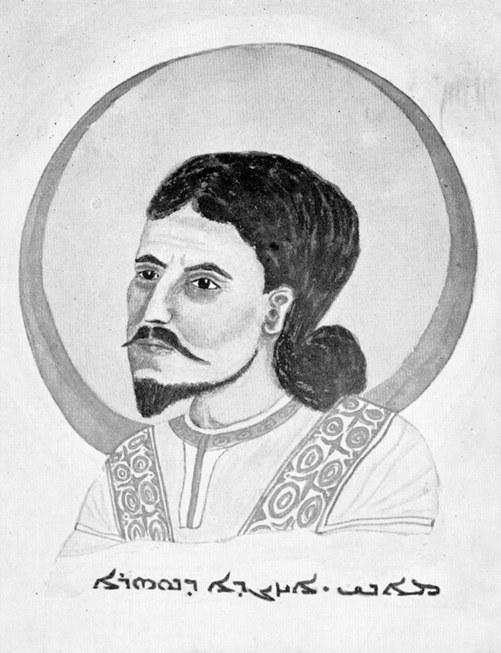
Représentation du prophète Mani, fondateur de la religion manichéenne deux siècles après la naissance du christianisme.

#### Zoroastre et le mazdéisme
Dans l'Iran ancien, Zarathoustra (en grec Zoroastre) fonde la religion « hénothéiste » de Ahura Mazda (« Le seigneur Sage »). La religion est parfois appelée « mazdéisme », ses disciples les « zoroastriens » et, depuis l'invasion de l'islam, les « Parsis ». Ahura Mazda y est le dieu créateur. D'après la tradition perse, l'apparition de Zarathoustra date de 560 av. J.-C. Celui-ci décrit le monde comme le lieu du conflit entre deux principes, deux divinités incréées et éternelles, en conflit : l'esprit saint (Spenta Mainyu), en tant que médiateur entre Mazda et ses créatures, s'oppose à l'esprit du mal (Ahra Mainyu), à la fois nocif (aka) et trompeur (drugvant). La dualité entre les deux principes accomplit le processus du monde. Les anciens dieux eux-mêmes (daevas) sont des divinités démoniaques qui veulent détourner les hommes de la sagesse et de la loi (asha).
L'homme, d'après Zarathoustra, a une existence faite « de chair et d'os », autrement dit, corporelle, et une existence spirituelle. Il doit faire un choix entre le bien et le mal, et peut, en faisant le bon choix, aider le bien à s'imposer de manière définitive. A la fin doit régner l'« Empire de Ahura Mazda », celui de l'ordre droit et de l'excellente pensée.

#### Le manichéisme
Le manichéisme est un mouvement religieux majeur fondé par le prophète iranien Mani (en latin, Manichaeus ou Manes) dans l'empire sassanide au IIIe siècle ap. J.-C. Le dualisme manichéen repose sur l'opposition absolue de deux substances ou principes, l'un et l'autre incréés et infinis, par conséquent coéternels et égaux, en tout incompatibles : le Bien et le Mal, Dieu et la Matière. Le manichéisme enseigne une cosmologie dualiste élaborée, décrivant la lutte entre le monde de la lumière, spirituel et bon, et le monde des ténèbres, matériel et mauvais. Grâce à un processus continu qui se déroule dans l'histoire humaine, la lumière se retire du monde de la matière et retourne au monde de la lumière, d'où elle provient. Ses croyances auraient pour origine les mouvements gnostiques et religieux venus de Mésopotamie et elles se sont répandues à travers l'orient et l'Empire romain, jusqu'à concurrencer aux IIIe et IVe siècles le christianisme en tant que religion de remplacement du paganisme romain.

## Dualismes occidentaux

### Antiquité
C'est seulement à partir du VIe siècle av. J.-C. que commencent à se développer en Grèce des conceptions dualistes de la nature et du rapport entre l'esprit et le corps, en opposition avec l'idée alors communément admise par les philosophes et les physiciens selon laquelle il y a pour toute chose existante un principe originaire commun (Arkhè) qui est l'élément homogène se trouvant au fond de la diversité des choses.

#### Les philosophes présocratiques

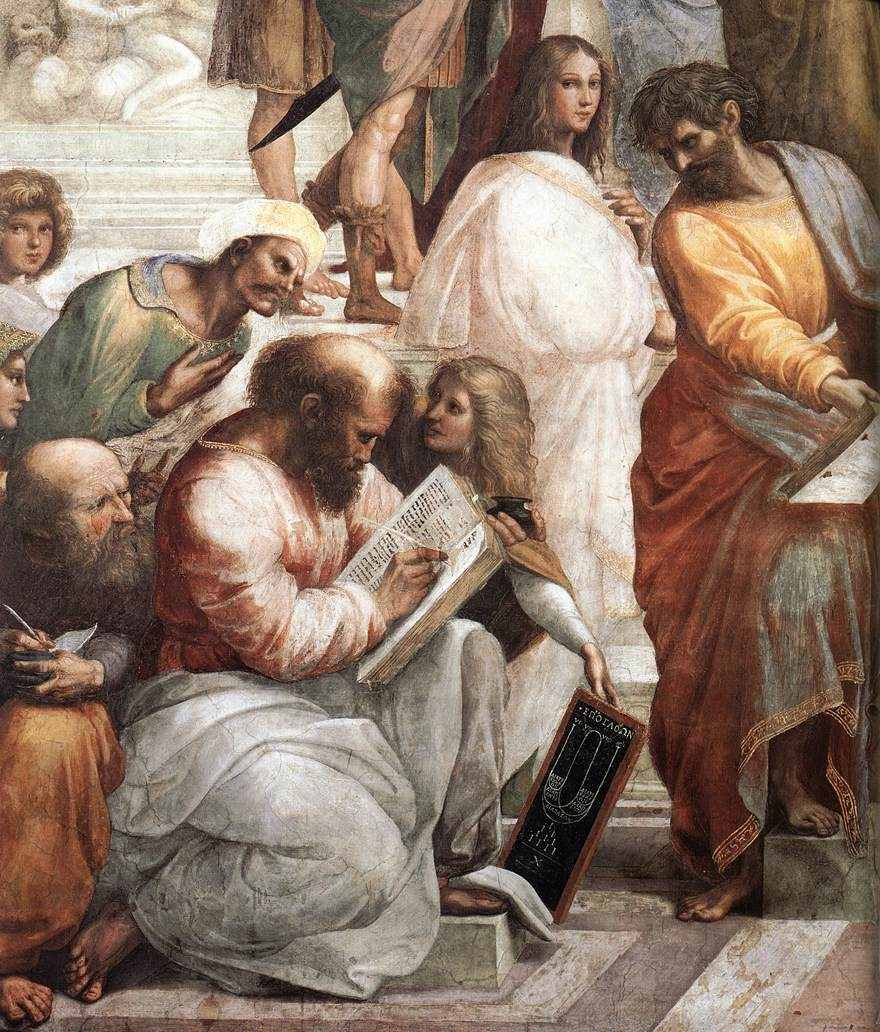
Pythagore (au premier plan) d'après un détail de l'École d'Athènes de Raphaël.

Les pythagoriciens semblent être les premiers philosophes à avoir développé une philosophie proprement dualiste. D’une part, ils soutiennent l'existence des contraires en toute chose et le caractère fondamental de cette opposition : un et multiple, limité et illimité, impair et pair, masculin et féminin, repos et mouvement, lumière et obscurité, bien et mal. D’autre part, ils distinguent l’âme du corps, comme le révèle leur théorie de la métempsycose. Leur idée négative du corps comme enfermement passager de l'âme se résume parfaitement dans la formule qui leur est attribuée aussi bien qu’aux orphiques : « Le corps est un tombeau. » Le dualisme des contraires reste toutefois la forme la plus faible du dualisme, car les contraires sont corrélatifs et par conséquent inséparables.
Empédocle, au Ve siècle av. J.-C, reprend ces deux aspects du dualisme pythagoricien et les accentue :
1. Le monde est dominé tour à tour par deux principes contraires, l’Amour, qui est un principe d'unité, et la Haine, qui est un principe de division et de multiplicité ;
2. L’âme s'oppose radicalement au corps.

Empédocle décrit de façon métaphorique une âme tombée du monde des dieux et pleurant de se voir dans un lieu inaccoutumé.
Anaxagore distingue lui aussi deux sortes d’êtres : d’un côté, les éléments matériels et leurs ensembles ; de l’autre, l’Esprit (le Noûs), être à part, sans division, dont l'existence est pure et sans mélange. Il existe pour Anaxagore un nombre infini d'éléments premiers qualitativement différents, chaque chose étant déterminée par un certain mélange combinatoire de ces éléments. Les éléments matériels sont mus par le Noûs qui les ordonne en progressant systématiquement. C'est ce principe intelligent qui a mis en ordre le chaos primitif des éléments.

#### Platon et la théorie des Idées

Allégorie platonicienne de la Ligne, décrivant sur une ligne l'ensemble des grandes divisions entre le sensible et l'intelligible.

Afin de répondre aux interrogations soulevées par les dialogues et les enseignements de Socrate, Platon développe un système philosophique qui repose sur la théorie des Idées. Chez Platon, la théorie des Idées implique un empire hypothétique d' « essences immatérielles, éternelles et immuables », le monde des Idées (en grec, eídos). Les Idées sont les « archétypes » de la réalité d'après lesquels sont formés les objets du monde visible. Elles existent de manière objective, c'est-à-dire indépendamment de notre aptitude à les connaître ou du fait d'exister dans notre esprit. C'est pourquoi la position de Platon a été qualifiée d' « idéalisme objectif ».
De sa théorie des Idées découle chez Platon une théorie des deux mondes, avec : 
1. le monde sensible dans lequel nous vivons et que nous percevons par nos sens, monde affecté par le changement et la dégradation ;
2. le monde intelligible, qui constitue l'essence du premier, et qui contient les Idées immuables.

Pour Platon, le seul monde qui est véritablement est celui de la permanence, donc le monde des Idées. Le monde sensible est soumis à l'empire des Idées, aussi bien sur le plan éthique que d'un point de vue ontologique : il ne tire son être que par participation (méthexis), ou par imitation (mímēsis) du monde proprement existant des Idées.
Dans le domaine de l'anthropologie, comme dans celui de la métaphysique, Platon est dualiste : l'âme et le corps sont nettement séparés l'un de l'autre, et l'âme domine le corps. L'âme a existé avant d'être incarnée sur terre, de la même manière qu'elle existera après la mort. Elle provient de la sphère du Noûs, du divin et du raisonnable, et prend une forme corporelle après chacune de ses incarnations, où elle est enfermée dans le corps (sôma), lui-même « semblable à une maladie » ou à une « tombe » (sêma). Le but de l'existence terrestre devient alors le retour de l'âme à son état originel par l'anamnèse, capacité que possède l'âme de rechercher et retrouver les Idées dont elle a conservé la connaissance virtuellement.

#### Aristote: l'acte et la puissance

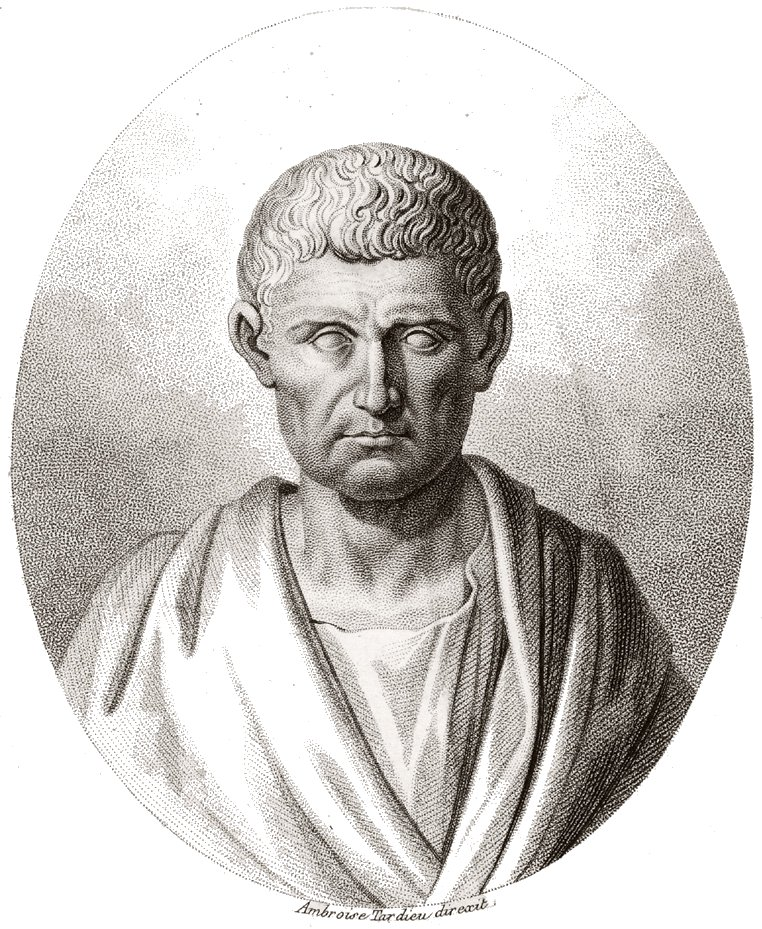
Aristote d'après une estampe d'Ambroise Tardieu.

La philosophie d'Aristote contient la première systématisation, dans l'histoire de la pensée occidentale, d'une théorie de l'être appelée « ontologie » (du grec ôn, óntos qui signifie « étant »), dont le caractère dualiste n'oppose pas deux types de substances, mais deux principes : la « puissance » (ou matière) et l'« acte » (la forme).
Dans sa Métaphysique, Aristote se sépare de Platon dont il critique la théorie des Idées dès le livre premier :
« [Les Idées] ne sont plus d'aucun secours pour la science des autres êtres, […] ni pour expliquer leur existence, car elles ne sont du moins pas immanentes aux choses participantes. »
Le projet d'Aristote est d'abolir toutes les apories du platonisme en dépassant le dualisme platonicien de l'Idée et de l'objet sensible. Il souhaite constituer une science de l'essence des choses, ce qui nécessite que l'essence des choses leur soit immanente. Il recourt pour cela à un dualisme de principe, plutôt qu'à un dualisme de la substance, entre, d'une part, la matière (en grec, hýlē), conçue comme une simple puissance ou possibilité, et, d'autre part, la forme (en grec, eídos ou morphḗ), qui est l'acte par lequel la matière devient intelligible et constitue effectivement le monde. Au sein de la matière, l'essence n'existe qu'en puissance ; à l'inverse, la matière ne parvient à la réalité que par la réalisation progressive d'une forme. Dans l'objet, ces deux principes ne peuvent apparaître qu'ensemble et leurs manifestations sont inextricablement liées.
Aristote synthétise sa théorie de la matière et de la forme par une conception dynamique de la nature où les êtres sont en devenir : à partir du « fond substantiel » (en grec, hypokeímenon) de la matière se constitue progressivement la forme de l'objet. L'essence de la chose n'est pas régie, comme chez Platon, par une Idée qui lui serait transcendante et qui existerait de toute éternité, mais elle se réalise au cours d'un processus interne. Ce déploiement progressif de l'essence, Aristote le nomme « entéléchie ». D'après lui, tout développement présuppose un but selon lequel l'ousia progresse en se déployant du possible au réel. Mais la matière résiste en quelque sorte à la mise en forme. A l'essence imprimée par la forme s'opposent les contraintes (anankḗ) de la matière, d'où proviennent le hasard et les « accidents » en général. Parce qu'ils ne sont pas eux-mêmes intelligibles ou conceptualisables, les aspects accidentels du monde sont exclus de la science aristotélicienne.
De cette conception résulte une construction stratifiée du monde qui se déploie de la pure matière, comme limite inférieure, vers la pure forme, comme limite supérieure. Il existe par ailleurs chez Aristote un dieu, ou pur esprit, qui correspond à la pure forme du monde et qui est aussi son premier moteur, première cause du mouvement mais lui-même parfaitement immobile. Le monde n'est pas animé par l'action de Dieu, mais par la tendance « nostalgique » de la matière à retrouver la forme originelle du monde. Toutes les causes qui réalisent le mouvement, ainsi que la production et la transformation des choses, concourent à cette relation dynamique du monde à Dieu.

#### L'antiquité chrétienne

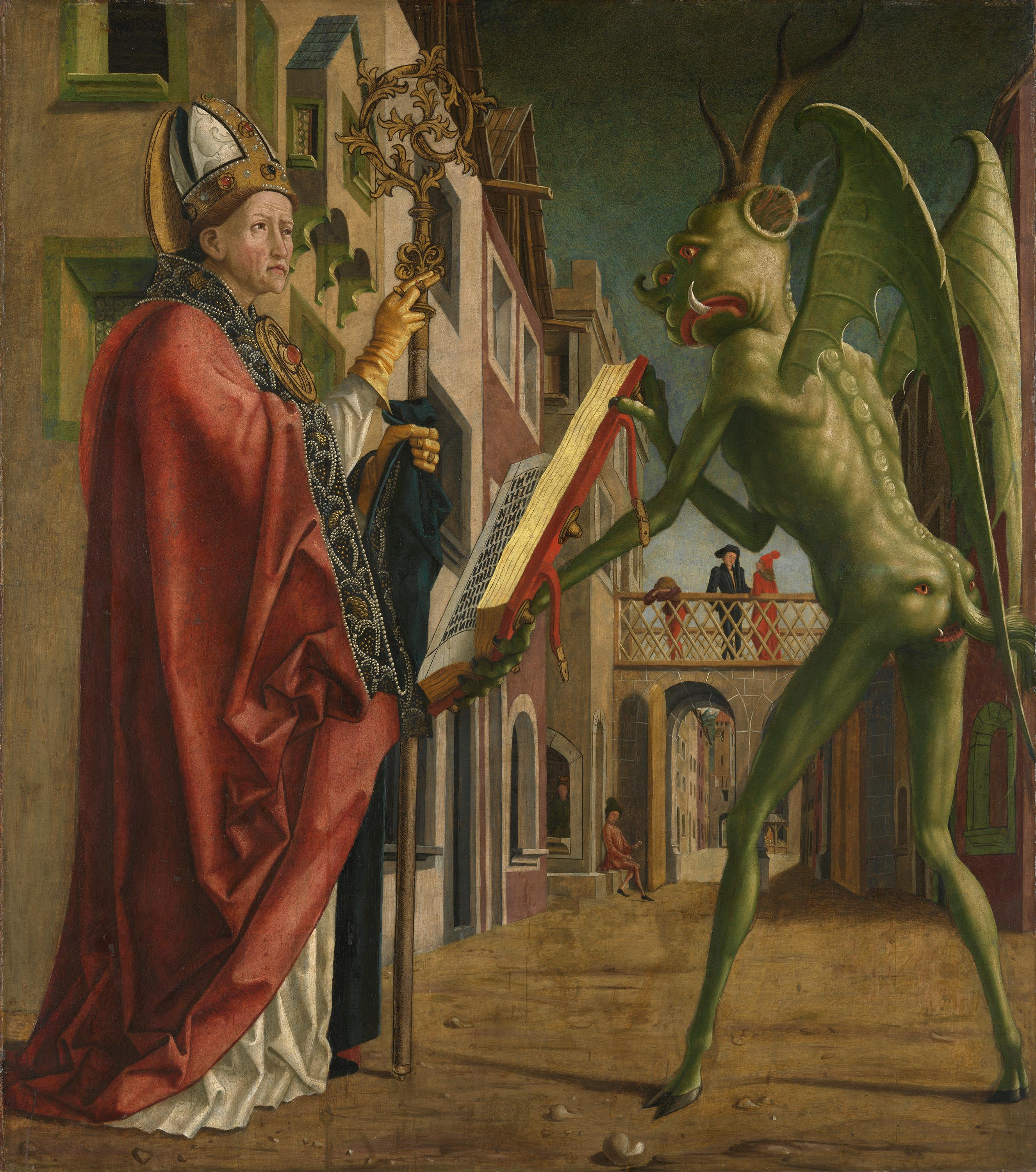
Saint Augustin et le Diable, par Michael Pacher, où le Diable apparaît comme un monstre tentateur d'allure bestiale.

L'époque des pères de l’Église correspond à une phase transitoire de l'antiquité chrétienne, qui va des premiers apologistes du christianisme, sous les Antonins (IIe siècle ap. J.-C.), jusqu'à la formation de la théologie scolastique sous les règnes de Charlemagne ou Charles le Chauve (VIIIe siècle). Les Pères de l’Église ont reçu l'influence du platonisme, de la philosophie propre à la religion de Philon d'Alexandrie (tout début de l'ère chrétienne), du néoplatonisme et du stoïcisme.
Avec Origène, durant la première moitié du IIIe siècle, la philosophie commence à s'imposer en tant que réflexion sur les contenus de la révélation et la doctrine chrétienne devient alors typiquement dualiste. Dieu est conçu comme immatériel, créateur du monde matériel et immatériel à partir de rien. Son fils est le Logos, qui occupe une position intermédiaire entre le Père et le monde. Les choses du monde sont à l'image du Logos, et non du Père lui-même. À l'origine, Dieu a créé tous les êtres spirituels parfaitement égaux. Leurs différences viennent de leur libre arbitre par lequel ils ont la possibilité de faire le mal. Les esprits qui sont du côté de Dieu sont les anges, alors que ceux qui sont totalement déchus sont les démons. Les hommes sont situés entre ces deux extrêmes. C'est pour punir les pécheurs qu'ils sont que les âmes des hommes ont été rattachées au corps, mais aussi pour leur donner la possibilité de se purifier par l'élévation spirituelle et l'aspiration vers Dieu. A la fin de leur existence terrestre, les esprits sont délivrés du Mal, et tout retourne à l'unité de Dieu.
Cette conception dualiste du monde et de l'existence terrestre sera plus tard nuancée par d'autres Pères de l’Église, tel que Grégoire de Nysse, dans la seconde moitié du IVe siècle, qui définit l'homme comme l'être qui relie le monde sensible au monde spirituel et qui adopte une perspective vitaliste sur le corps. Il affirme en ce sens que l'âme humaine est « une substance créée, vivante, raisonnable, qui procure au corps organique et sensible, la puissance de vivre et de percevoir par soi-même. » En outre, l'homme n'est pas intrinsèquement mauvais, mais il a la possibilité, par son libre arbitre, de se détourner du bien pour faire le mal. Ce n'est que dans cette mesure que l'homme se sépare de Dieu.

### Période moderne

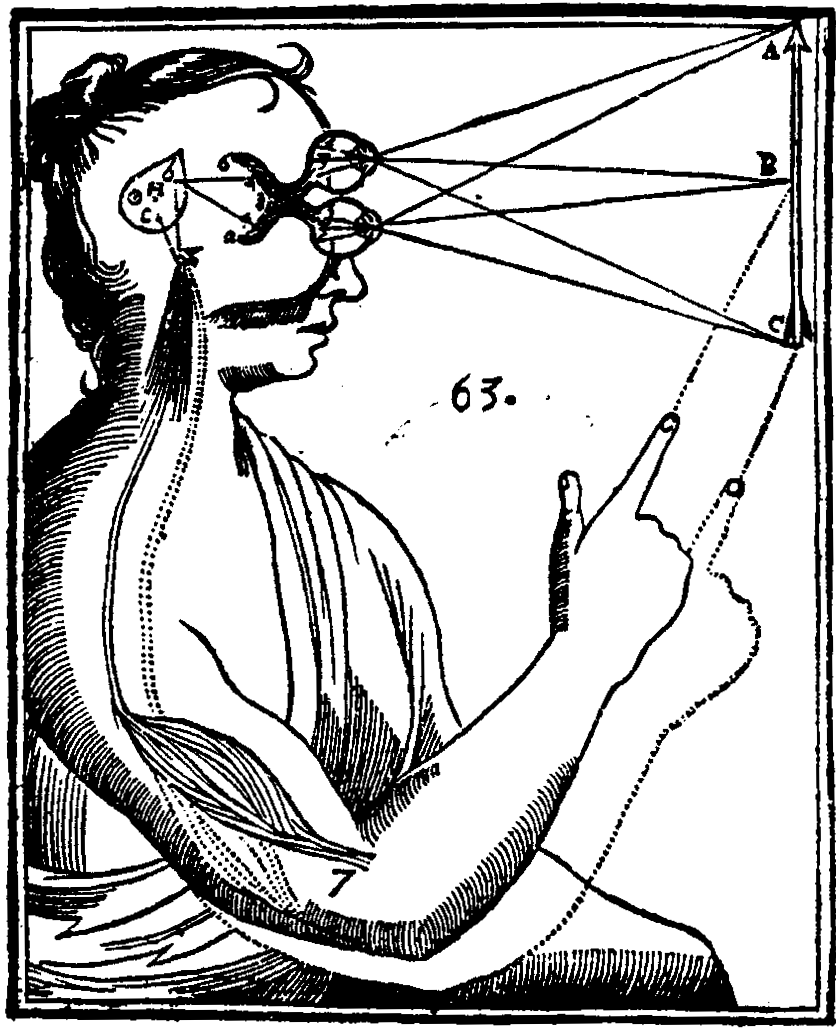
Schéma de la vision d'après un dessin de René Descartes, qui illustre le caractère strictement mécanique de la perception avant l'étape de la production des idées dans l'esprit.

La même évolution dualiste qui a eu lieu en Grèce à partir de Platon semble se reproduire dans les temps modernes à partir de Descartes, puis à partir de Kant.

#### Descartes
Le dualisme de René Descartes a marqué l'histoire de la pensée occidentale par sa radicalité. Descartes définit l’âme par la seule pensée et le corps par la seule étendue, en les distinguant absolument et en supprimant tout intermédiaire. Il considère qu'il n'existe aucun mystère caché dans les corps susceptible de résister à l'analyse scientifique. La nouvelle science qu'il souhaite initier doit travailler à tout expliquer par une physique mathématique rigoureuse. L'étendue du corps a selon lui ses caractères propres : continuité, divisibilité, infinité, tridimensionnalité, homogénéité, impénétrabilité, extériorité, mobilité, modalités multiformes. L'esprit définit comme pure pensée a également ses caractéristiques spécifiques : unité, unicité, intériorité, individualité, indivisibilité, intellectualité, volonté, liberté, ainsi qu'un certain nombre de puissances, vertus ou facultés.

#### Kant
Emmanuel Kant, dans sa Critique de la raison pure (« Dialectique transcendantale », livre II : « Paralogisme de l’idéalité du rapport extérieur »), développe une critique du dualisme cartésien et de l'idée que la substance étendue et la substance pensante sont des choses en soi, mais il défend également une forme de dualisme entre le sujet et l’objet qui le conduit à opposer la forme (l' a priori) à la sensibilité (l' a posteriori). Kant souligne la dualité des principes de la connaissance entre les sensations, d'une part, et les sources a priori du connaître (l'espace et le temps, les catégories), d'autre part. Il montre, dans toute la Critique, que le donné de l’expérience et la forme transcendantale sont deux éléments qui ne peuvent venir l’un de l’autre. Les sens et l'entendement sont tout ce qui constitue la connaissance : « nous n'avons point d'autre source de la connaissance que ces deux-là », affirme Kant.
En outre, Kant distingue radicalement le phénomène et la « chose en soi » ou noumène. Le principe fondamental de la critique de nos facultés consiste à distinguer les choses telles qu'elles apparaissent (phénomènes) et les choses telles qu'elles sont (noumènes), mais nous ne pouvons connaître les choses que dans la mesure où elles apparaissent à nos facultés.
Du point de vue éthique, Kant établit une distinction profonde entre le devoir, qui renvoie à la loi morale et à sa forme, et les affects qui dépendent de la sensibilité : 
« Le caractère essentiel de toute détermination de la volonté par la loi morale, c'est que la volonté soit déterminée uniquement par la loi morale comme volonté libre, par conséquent, non seulement sans le concours, mais même à l'exclusion des attraits sensibles, et au préjudice de toutes inclinations qui pourraient être contraires à cette loi. »
Il oppose ainsi aux inclinations de la sensibilité, la liberté raisonnable de la volonté qui n'obéit qu'à la forme de la loi morale.

#### Dualisme nature / culture
Dans Par-delà nature et culture (2005), l’anthropologue Philippe Descola identifie dans l'opposition entre nature et culture le principe sous-jacent qui structure la pensée moderne occidentale. Cet ouvrage remet en question le « grand partage » que la modernité occidentale a produit entre nature et culture et invite à repenser la relation que notre modernité occidentale entretient avec les non-humains. Descola s'appuie sur son expérience de terrain chez les Achuar, en Amazonie équatorienne, dont la cosmologie ne fait pas de discrimination entre humains et non-humains, et différencie les êtres en fonction de leur mode de communication et de leur type d’âme. Chez les Achuar comme dans diverses parties du monde, la plupart des plantes et animaux sont dotés d’une intériorité (l’équivalent chez nous d'une « âme »), et l’on peut communiquer avec eux dans certaines circonstances, par les rêves et les visions
Selon Philippe Descola, le dualisme nature / culture s’est construit en Occident par étapes sur une très longue période, depuis l’apparition d’un premier naturalisme dans la Grèce classique avec la notion de nature (physis), et le christianisme qui a fait de l’homme un être extérieur et supérieur à la nature. Mais ce qu’il appelle « naturalisme » commence véritablement au XVIIe siècle avec la révolution scientifique.

### Période contemporaine

#### Friedrich Nietzsche
Le philosophe allemande Friedrich Nietzsche distingue dans son ouvrage La Naissance de la tragédie deux pulsions fondamentales présentes tant chez l'être humain que dans l'art : l'apollinisme et le dionysisme. Le premier renvoie à la mesure, l'harmonie, l'apparence de beauté parfaite et les arts qui découlent de la réflexion, le tout incarné d'après le philosophe par le dieu grec Apollon, dieu de la lumière et des prophéties. Le second renvoie au contraire à ce qui nous relie au monde sauvage, à la nature, par extension au chaos et aux arts non plastiques tels que la musique ou le théâtre (qui est d'ailleurs supposément né lors des Grandes Dionysies, fêtes données en l'honneur de Dionysos), le tout incarné par ce dieu, dont le principal attribut est la vigne, symbole d'ivresse.

## Dualismes philosophiques
Les dualismes philosophiques les plus courants sont :
- le dualisme moral, avec le bien opposé au mal ; le dualisme éthique, opposant le devoir à la sensibilité ; le dualisme humain, divisant les hommes entre les bons et les méchants ;
- le dualisme métaphysique (se rapportant aux premiers principes) : le Bien et le Mal (manichéisme), Dieu et le Diable (ou les deux dieux antagonistes du Politique, 270a, de Platon), l'Intelligible et le sensible (Platon dans le Phédon, 78), l'Un et la Dyade indéfinie, Dieu et le principe matériel (Platon de la doctrine non écrite[20]) ; Numénius admet probablement deux dieux (le Bien et le second dieu, à la fois Âme du monde et Démiurge, mais pas mauvais) ; Kant distingue quant à lui le sensible, accessible aux sens et à l'entendement, et le suprasensible – Dieu, la liberté, l'âme immortelle.
- le dualisme ontologique, qui oppose l'esprit et la matière à l'échelle du monde (dualisme cosmologique), l'âme et le corps physique chez l'être humain (dualisme anthropologique, dualisme cartésien) ;
- le dualisme théologique, qui oppose la nature (ordre usuel) et la grâce (faveur divine), avec Augustin d'Hippone et Blaise Pascal. Saint Augustin, dans La Cité de Dieu, oppose également la Cité céleste et la cité des hommes : « Deux amours font ces deux cités : l'amour de soi jusqu'au mépris de Dieu fait la cité terrestre ; l'amour de Dieu jusqu'au mépris de soi, la Cité céleste. » (XIV, 28).

## Dualités philosophiques
L'histoire de la philosophie peut être interprétée comme un tissu d'oppositions dialectiques. Certaines réflexions sont par ailleurs dialectiques, au sens où elles proposent d'appréhender les choses à l'aide de l'éclairage de deux pôles antagonistes ou complémentaires, tels que :
- l'analyse et la synthèse : Platon, René Descartes ;
- la déduction et l'induction : Aristote, Francis Bacon, Descartes, Karl Popper ;
- l'esprit et la matière : Anaxagore, Descartes ;
- l'être et l'étant : Martin Heidegger ;
- l'être et l'avoir : Gabriel Marcel ;
- l'être et le néant : Gorgias, Platon, Heidegger, Jean-Paul Sartre ;
- l'être et le paraître (phénomène) : George Berkeley, Edmund Husserl, Sartre ;
- le genre et l'espèce : Aristote ;
- l'immanence et la transcendance : Baruch Spinoza ;
- la liberté positive et la liberté négative : Isaiah Berlin ;
- le socialisme scientifique et le socialisme utopique : Karl Marx.